# Ilmarinen
Nella mitologia finlandese Ilmarinen è un Dio immortale e, come entità gemella è l'altra metà di Jumala. Conosciuto come Ilmaris nella mitologia estone, è una divinità che viene citata in entrambi i poemi epici nazionali.

## Citazioni nelle opere
- Nel Kalevala (l'opera finlandese), è uno dei protagonisti assieme a Väinämöinen e Lemminkäinen. Viene descritto come un abile fabbro e forgia il mitico Sampo, un oggetto che risulta centrale nelle vicende della saga[2].
- Nel Kalevipoeg (l'opera estone è sempre descritto come abile fabbro) forgia una spada per l'eroe gigante[3].

### Nel Kalevala
Ilmarinen compare per la prima volta citato da Väinämöinen come colui che ha le abilità per forgiare il Sampo, nel runo VII:
sanan virkkoi, noin nimesi:

«Taia en sampoa takoa,

kirjokantta kirjoitella.

Saata mie omille maille:

työnnän seppo Ilmarisen,

joka samposi takovi,

kirjokannet kalkuttavi,

neitosi lepyttelevi,

tyttäresi tyy'yttävi.»
disse allor queste parole:

«Non so il Sampo fabbricare,

né il coperchio io so fregiare;

ma tornato a casa mia

Ilmari fabbro ti mando;

ei può il Sampo fabbricare,

il coperchio ei sa fregiare,

la ragazza rallegrare,

la tua figlia contestare.»
(Kalevala, canto VII, versi 323-332, tratto da Bifröst.it)
Nel runo IX, invece, viene narrata la genesi del fabbro ed il suo interesse per il metallo e la lavorazione, il passaggio tramite fuoco e acqua dal ferro al duro acciaio, estendendosi fino al verso 265. Nel canto decimo Väinämöinen convince con arti magiche il fabbro a recarsi a Pohjola per fabbricare il Sampo ed avere in sposa la fanciulla di Pohjola, una volta forgiata però la magica macina, la fanciulla oppone resistenza e Ilmarinen, ottenuta una barca, torna a casa raccontando la vicenda della fucinatura a Väinämöinen.
Il Kalevala offre a questo punto una sorta di gara tra spasimanti per la fanciulla di Pohjola, da una parte Väinämöinen, che dopo aver costruito una barca magica parte alla volta della terra del nord, e Ilmarinen che venuto a saperlo parte a cavallo. La strega Louhi consiglia alla fanciulla di scegliere il più anziano ma ella invece propende per Ilmarinen a cui vengono imposte prove difficili che egli supera anche grazie all'aiuto della fanciulla. Vengono predisposti i festeggiamenti per le nozze a cui vengono invitati tutti tranne Lemminkäinen.

### Nel Kalevipoeg
La vicenda che cita Ilmaris avviene nel sesto canto dove il gigante Kalevipoeg spezza molte spade prima di avere quella giusta e "speciale a cui lui (Ilmaris) ed i suoi figli avevano lavorato per sette anni, forgiandola col fuoco e con gli incantesimi". 

In seguito il protagonista della saga litiga ed uccide uno dei figli del fabbro ed Ilmaris maledice la spada.